# Scrierea de la Byblos
Scrierea de la Byblos (cunoscută și ca: silabarul Byblos, scrierea pseudo-hieroglifică sau screirea protobiblică) este un sistem de scrierescriere nedescifrat, care e cunoscut pentru 10 inscripții găsite la Byblos, un oraș din Liban. Inscripțiile au fost realizate pe plăcuțe de bronz și spatule, și gravate în piatră. Ele au fost escavate de Maurice Dunand, din 1928 până în 1932, și făcute publice în anul 1945 în cartea Byblia Grammata.